# Línea orbital (Rodalies de Catalunya)
La línea orbital (en catalán línia orbital) es un proyecto ferroviario definido por el plan de infraestructuras de Cataluña (PITC), pensado a largo plazo (más allá de 2030), y por el plan de transporte de viajeros de Cataluña (PTVC). La línea orbital, y el Eje Transversal Ferroviario, es un proyecto de línea de carácter perimetral que rompe con el esquema radial aplicado hasta ahora.
La línea orbital también es conocida como el cuarto cinturón ferroviario y enlazará con trenes de cercanías Vilanova i la Geltrú Villanueva y Geltrú con Mataró mediante un trazado de 119 kilómetros que pasará por Granollers, Sabadell, TerrassaTarrasa, Martorell y Vilafranca del Penedès Villafranca del Panadés, sin pasar por la ciudad de Barcelona. En algunos tramos se aprovecharán las vías existentes, propiedad de Adif y que opera Renfe Operadora, y se construirán 68 km, de estos 46 km serán en túnel y habrá 18 nuevas estaciones. La futura línea "R9"pertenecerá al núcleo de cercanías de Barcelona, de la marca comercial Rodalies de Catalunya. Abajo se muestra el plan.